# 春日井市民球場
春日井市民球場（かすがいしみんきゅうじょう）は、愛知県春日井市にある野球場である。2011年（平成23年）4月1日より春日井市に代わり指定管理者の財団法人春日井市市民サービス公社が管理運営を行っている。

## 施設概要
- グラウンド面積：13,261m2
- 内野：クレー舗装、外野：天然芝

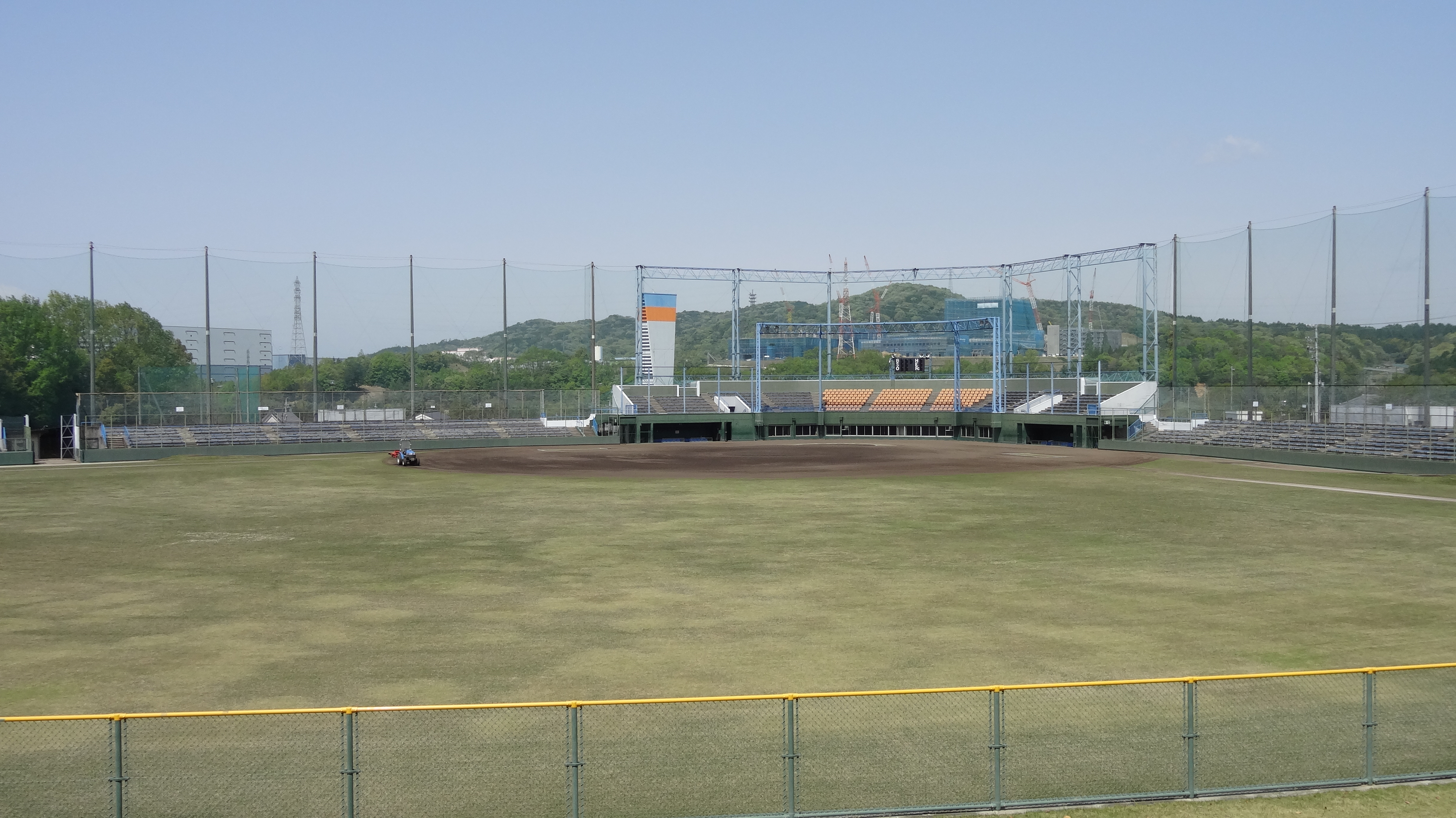
レフトスタンドから見たグラウンド

- 収容人員：約6,000人（内野：2,000人、外野芝生：4,000人）
- スコアボード：磁気反転式

## 開催大会
主に全国高等学校野球選手権大会愛知県予選などアマチュア野球での使用が多いが、中日ドラゴンズファームがウエスタン・リーグの試合で2010年（平成22年）3月26日 - 28日の福岡ソフトバンクホークスファームとの3連戦で使用した実績がある。

## 交通
- JR中央本線 高蔵寺駅よりバス。
- 駐車場：240台